# Andrew V. Schally
Andrzej Viktor "Andrew" Schally, född 30 november 1926 i Wilno i dåvarande Polen (numera Vilnius i Litauen), död 17 oktober 2024 i Miami Beach, Florida, var en polsk-amerikansk endokrinolog. År 1977 tilldelades han, tillsammans med Roger Guillemin och Rosalyn Yalow, Nobelpriset i fysiologi eller medicin för upptäckter om hjärnans produktion av peptidhormoner, som kontrollerar regleringen av andra hormoner i kroppen. Han tilldelades 1975 Albert Lasker Basic Medical Research Award.

## Biografi
Schally är son till brigadgeneral Kazimierz Schally, som var chef för president Ignacy Mościckis kabinett i Polen, och hustrun Maria (Łącka).
I september 1939, när Polen attackerades av Nazityskland och Sovjetunionen, flydde Schally med Polens president Ignacy Mościcki, premiärminister och hela regeringen till det neutrala Rumänien, där de internerades och hade turen att överleva förintelsen där de bodde i den judisk-polska gemenskapen.
Direkt efter kriget, 1945, flyttade Schally via Italien och Frankrike till Storbritannien där han fick sin utbildning i Skottland och England. År 1952 flyttade han till Kanada och doktorerade i endokrinologi vid McGill University 1957. Samma år flyttade han till USA för en forskarkarriär där han främst har arbetat vid Tulane University.  Schally var kanadensisk medborgare när han lämnade Kanada och blev naturaliserad medborgare i USA 1962. Han var knuten till Baylor College of Medicine under några år i Houston, Texas.
Han utvecklade ett nytt kunskapsområde om hjärnans kontroll över kroppskemin. Hans arbeten tog också upp preventivmetoder och tillväxthormoner. Tillsammans med Roger Guillemin beskrev han neurohormonen GnRH som styr FSH och LH.
Han var gift med Margaret Rachel White (skild) och Ana Maria de Medeiros-Comaru.

## Utmärkelser och hedersbetygelser
Schally har hedrats med 
- Albert Lasker Award (1975)
- Nobelpriset i fysiologi eller medicin  (1977)
- Golden Plate Award av the American Academy of Achievement (1978)[20]
- Utsedd till en honoris causa Doctors degree vid Jagiellonian University i Kraków.
- Erkänd som Fellow av Kosciuszko Foundation of Eminent Scientists of Polish Origin and Ancestry.[21]